# Melpomene youngii
Melpomene youngii là một loài thực vật có mạch trong họ Polypodiaceae. Loài này được (Stolze) B. León & A.R. Sm. mô tả khoa học đầu tiên năm 2003.